# 안다만관박쥐
안다만관박쥐(Rhinolophus cognatus)는 관박쥐과에 속하는 박쥐의 일종이다. 인도 안다만 제도의 토착종이다. 자연 서식지는 아열대 또는 열대 기후 지역의 습윤 저지대 숲과 망그로브 숲, 습지이다.

## 분류학
안다만관박쥐는 이탈리아 동물학자 지글리올리(Enrico Hillyer Giglioli)가 1892년 5월에 처음 수집했다. 표본은 안다만제도 포트블레어에서 수집되어, 제노바자연사박물관(Museo Civico di Storia Naturale di Genova)에서 보관하고 있으며, 덴마크 동물학자 안데르센(Knud Andersen)가 1906년 처음 기술했다.
관박쥐류는 아주 특이하기 때문에 몇 개의 근연종군으로 좀 더 나눌 수 있고, 안다만관박쥐는 꼬마관박쥐군("pusillus" species group)으로 분류된다.
꼬마관박쥐군에 속하는 나머지 박쥐들은 다음과 같다.
- 뾰족관박쥐 (R. acuminatus)[5]
- 볼록관박쥐 (R. convexus)[6]
- 작은일본관박쥐 (R. cornutus)[7]
- 이마이즈미관박쥐 (R. imaizumii)[8]
- 블라이스관박쥐 (R. lepidus)[4]
- 포르모사작은관박쥐 (R. monoceros)[8]
- 오스굿관박쥐 (R. osgoodi)[8]
- 꼬마관박쥐 (R. pusillus)[8]
- 쇼트리지관박쥐 (R. shortridgei)[4]
- 작은네팔관박쥐 (R. subbadius)[4]

## 특징
긴 주걱형 첨두를 갖고 있다. 첨두 측면 가장자리는 오목하다. 전완장은 39~39/7mm이고, 두개골 길이는 17.2~18.6mm 정도이다. 50마리 이하로 무리를 지어 매달려 생활한다.

## 생태
다른 종과 함께 군집 생활을 하는 것으로 알려져 있다. 함께 매달려 생활하는 종으로 돕슨관박쥐와 포모나둥근잎박쥐이 포함될 수 있다. 1월에 동면 상태의 개체군을 관찰할 수 있다. 세대 기간은 평균 7.5년이다.

## 분포 및 서식지
안다만 제도에서만 서식하고 인근 니코바르 제도에서는 발견되지 않는다. 서식지 상한 고도는 600m이다. 낮 동안에는 동굴 안에 매달려 지내고, 나무 구멍 속에서 발견되기도 한다.